# Schottische Fußballnationalmannschaft

Logo der Scottish Football Association bis 30. November 2012

Die schottische Fußballnationalmannschaft (englisch Scotland national football team, Scots Scotland naitional fitbaw team) repräsentiert den britischen Landesteil Schottland und ist neben der englischen Fußballnationalmannschaft die älteste Fußballnationalmannschaft der Welt. Sie untersteht der Scottish Football Association, dem führenden Fußballverband Schottlands.

## Geschichte
Das erste Länderspiel einer schottischen Auswahl war zugleich das erste offizielle Länderspiel in der Geschichte des Fußballs: Das Spiel zwischen einer schottischen und einer von Cuthbert Ottaway angeführten englischen Auswahl, das am 30. November 1872 auf dem Hamilton Crescent im heutigen Glasgower Stadtteil Partick stattfand, endete vor rund 4000 Zuschauern mit 0:0. Die schottische Mannschaft bestand ausschließlich aus Spielern des Queen’s Park Football Club, dem ältesten Fußballverein Schottlands, der am 9. Juli 1867 gegründet worden war.
Ab 1883 nahm Schottland an der British Home Championship teil, die bis zum Ende des jährlichen Turniers 1984 41-mal gewonnen wurde. 1929 spielten die Schotten erstmals gegen eine Mannschaft außerhalb des Vereinigten Königreiches; bis dahin hatten sie nur gegen die Mannschaften aus England, Wales und Irland gespielt. Die Partie gegen Norwegen endete mit einem 7:3 für Schottland.

### Schottland bei Weltmeisterschaften
Schottland nahm an acht Endrunden teil, überstand dabei aber nie die Vorrunde und führt damit die Rangliste des Ausscheidens in der 1. Runde an. Schottland war die erste Mannschaft, die bei einer WM (1974) ungeschlagen ausschied. Bei vier Endrunden traf man auf Brasilien. Das ist neben der Begegnung Frankreich gegen Mexiko die häufigste Vorrundenpaarung in der WM-Geschichte. 1986 gab es im Spiel gegen Uruguay (Endstand 0:0) den schnellsten Platzverweis: José Batista aus Uruguay wurde nach 56 Sekunden durch Schiedsrichter Joël Quiniou vom Platz gestellt. Uruguay ist auch der Gegner, gegen den Schottland die bisher höchste Niederlage einstecken musste: 1954 verloren die Schotten gegen den damals amtierenden Weltmeister mit 0:7.
| Jahr | Gastgeberland  | Teilnahme bis …    | Letzte(r) Gegner                  | Ergebnis | Trainer       | Bemerkungen und Besonderheiten |
| ---- | -------------- | ------------------ | --------------------------------- | -------- | ------------- | --- |
| 1930 | Uruguay        | nicht teilgenommen |                                   |          |               | |
| 1934 | Italien        | nicht teilgenommen |                                   |          |               | |
| 1938 | Frankreich     | nicht teilgenommen |                                   |          |               | |
| 1950 | Brasilien      | zurückgezogen      |                                   |          |               | In der Qualifikation belegten die Schotten hinter England den zweiten Platz, wollten als Gruppenzweiter aber nicht an der Endrunde in Brasilien teilnehmen                                                 |
| 1954 | Schweiz        | Vorrunde           | Uruguay, Österreich               | 15.      | Andy Beattie  | Höchste Niederlage |
| 1958 | Schweden       | Vorrunde           | Frankreich, Jugoslawien, Paraguay | 14.      | Dawson Walker | |
| 1962 | Chile          | nicht qualifiziert |                                   |          |               | In der Qualifikation an der Tschechoslowakei gescheitert |
| 1966 | England        | nicht qualifiziert |                                   |          |               | In der Qualifikation an Italien gescheitert |
| 1970 | Mexiko         | nicht qualifiziert |                                   |          |               | In der Qualifikation an Deutschland gescheitert |
| 1974 | Deutschland    | Vorrunde           | Zaire, Brasilien, Jugoslawien     | 9.       | Willie Ormond | Ungeschlagen Gruppendritter bei gleicher Punktzahl wie Jugoslawien und Brasilien, aber schlechterer Tordifferenz                                                                                           |
| 1978 | Argentinien    | Vorrunde           | Peru, Iran, Niederlande           | 11.      | Ally MacLeod  | [ 3 ] |
| 1982 | Spanien        | Vorrunde           | Neuseeland, Brasilien, UdSSR      | 15.      | Jock Stein    | |
| 1986 | Mexiko         | Vorrunde           | Dänemark, Deutschland, Uruguay    | 19.      | Alex Ferguson | Während des letzten Qualifikationsspiels gegen Wales erlitt der schottische Nationaltrainer Jock Stein einen Herzinfarkt an dem er verstarb.                                                               |
| 1990 | Italien        | Vorrunde           | Costa Rica, Schweden, Brasilien   | 18.      | Andy Roxburgh | |
| 1994 | USA            | nicht qualifiziert |                                   |          |               | In der Qualifikation an Italien und der Schweiz gescheitert |
| 1998 | Frankreich     | Vorrunde           | Brasilien, Norwegen, Marokko      | 27.      | Craig Brown   | |
| 2002 | Südkorea/Japan | nicht qualifiziert |                                   |          |               | In der Qualifikation an Kroatien und Belgien gescheitert |
| 2006 | Deutschland    | nicht qualifiziert |                                   |          |               | In der Qualifikation an Italien und Norwegen gescheitert, das in den Play-offs ebenfalls scheiterte |
| 2010 | Südafrika      | nicht qualifiziert |                                   |          |               | In der Qualifikation an den Niederlanden und erneut an Norwegen gescheitert, das als schlechtester Gruppenzweiter aber wieder scheiterte                                                                   |
| 2014 | Brasilien      | nicht qualifiziert |                                   |          |               | In der Qualifikation scheiterte Schottland an Belgien, Kroatien, Mazedonien, Serbien und Wales und stand am 26. März 2013 als erste europäische Mannschaft fest, die sich nicht mehr qualifizieren konnte. |
| 2018 | Russland       | nicht qualifiziert |                                   |          |               | In der Qualifikation an England und der Slowakei gescheitert |
| 2022 | Katar          | nicht qualifiziert |                                   |          |               | In den Play-offs der Qualifikation an der Ukraine gescheitert |

### Schottland bei Europameisterschaften
Schottland erreichte bisher viermal die Endrunde, davon einmal bei acht und einmal bei 16 Teilnehmern. Wie bei Weltmeisterschaften ging es auch hier nie über die Gruppenphase hinaus.
| Jahr | Gastgeberland           | Teilnahme bis …    | Letzte(r) Gegner              | Ergebnis | Bemerkungen und Besonderheiten |
| ---- | ----------------------- | ------------------ | ----------------------------- | -------- | --- |
| 1960 | Frankreich              | nicht teilgenommen |                               |          | |
| 1964 | Spanien                 | nicht teilgenommen |                               |          | |
| 1968 | Italien                 | nicht qualifiziert |                               |          | In der Qualifikation, die gleichzeitig als British Home Championship ausgetragen wurde, am späteren Dritten England gescheitert. |
| 1972 | Belgien                 | nicht qualifiziert |                               |          | In der Qualifikation am späteren Dritten Belgien gescheitert. |
| 1976 | Jugoslawien             | nicht qualifiziert |                               |          | In der Qualifikation an Spanien gescheitert, das aber die Endrunde auch nicht erreichte. |
| 1980 | Italien                 | nicht qualifiziert |                               |          | In der Qualifikation erneut am späteren Vizeeuropameister Belgien gescheitert. |
| 1984 | Frankreich              | nicht qualifiziert |                               |          | In der Qualifikation wieder an Vizeeuropameister Belgien gescheitert. |
| 1988 | BR Deutschland          | nicht qualifiziert |                               |          | In der Qualifikation an Irland gescheitert. |
| 1992 | Schweden                | Vorrunde           | Deutschland, GUS, Niederlande | –        | Nach Niederlagen gegen Titelverteidiger Niederlande und Weltmeister Deutschland sowie einem Sieg gegen die GUS als Gruppendritter ausgeschieden. |
| 1996 | England                 | Vorrunde           | England, Niederlande, Schweiz | –        | Nach einem Sieg gegen die Schweiz, einem Remis gegen die Niederlande und einer Niederlage gegen Gastgeber England als Gruppendritter ausgeschieden |
| 2000 | Niederlande und Belgien | nicht qualifiziert |                               |          | In den Relegationsspielen an England gescheitert. |
| 2004 | Portugal                | nicht qualifiziert |                               |          | In den Relegationsspielen an den Niederlanden gescheitert. |
| 2008 | Österreich und Schweiz  | nicht qualifiziert |                               |          | In der Qualifikation an den Finalisten der Fußball-Weltmeisterschaft 2006 Frankreich und Italien gescheitert. |
| 2012 | Polen und Ukraine       | nicht qualifiziert |                               |          | In der Qualifikation an Titelverteidiger und Weltmeister Spanien sowie Tschechien gescheitert. |
| 2016 | Frankreich              | nicht qualifiziert |                               |          | In der Qualifikation an Weltmeister Deutschland, Polen und Irland gescheitert |
| 2021 | Europa                  | Vorrunde           | England, Kroatien, Tschechien | –        | Schottland stellte mit dem Hampden Park eine Spielstätte für drei Gruppenspiele und ein Achtelfinalspiel, musste sich aber wie alle anderen UEFA-Mitglieder für die EM qualifizieren. Die Schotten scheiterten an Belgien und Russland in der direkten Qualifikation, konnten sich aber über die Playoffs der Gruppensieger der UEFA Nations League 2018/19 qualifizieren. Nach einer Niederlage gegen Tschechien, einem Remis gegen England und einer Niederlage gegen Kroatien schied Schottland als Tabellenletzter in der Gruppenphase aus. |
| 2024 | Deutschland             | Vorrunde           | Deutschland, Schweiz, Ungarn  | –        | Die Qualifikation schloss Schottland hinter Spanien als Gruppenzweiter ab. Bei der Endrunde verlor Schottland das Eröffnungsspiel gegen Gastgeber Deutschland, erspielte anschließend ein Remis gegen die Schweiz und verlor das dritte Gruppenspiel gegen Ungarn. Damit endete das Turnier für Schottland als Gruppenletzter. |

## UEFA Nations League
- 2018/19: Liga C, 1. Platz mit 3 Siegen und 1 Niederlage
- 2020/21: Liga B, 2. Platz mit 3 Siegen, 1 Remis und 2 Niederlagen
- 2022/23: Liga B, 1. Platz mit 4 Siegen, 1 Remis und 1 Niederlage
- 2024/25: Liga A, 3. Platz mit 2 Siegen, 1 Remis und 3 Niederlagen

## Kader
Die folgenden Spieler wurden von Teammanager Steve Clarke für die Freundschaftsspiele gegen Island am 6. Juni und Liechtenstein am 9. Juni berufen:
- Stand der Leistungsdaten: 9. Juni 2025 (nach dem Spiel gegen Liechtenstein)

|                  |                     |            |    |    |
| Tor              |                     |            |    |    |
| Ross Doohan      | Celtic Glasgow      | 29.03.1998 | 01 | 0  |
| Callan McKenna   | AFC Bournemouth     | 22.12.2006 | 0  | 0  |
| Cieran Slicker   | FC Barnet           | 15.09.2002 | 01 | 0  |
| Abwehr           |                     |            |    |    |
| Josh Doig        | US Sassuolo Calcio  | 18.05.2002 | 01 | 0  |
| Grant Hanley     | Hibernian Edinburgh | 20.11.1991 | 62 | 02 |
| Jack Hendry      | Al-Ettifaq          | 07.05.1995 | 35 | 03 |
| Max Johnston     | SK Sturm Graz       | 26.12.2003 | 02 | 0  |
| Scott McKenna    | Dinamo Zagreb       | 12.11.1996 | 42 | 01 |
| Nathan Patterson | FC Everton          | 16.01.2001 | 23 | 01 |
| Tony Ralston     | Celtic Glasgow      | 16.11.1998 | 21 | 01 |
| Andrew Robertson | FC Liverpool        | 11.03.1994 | 84 | 04 |
| John Souttar     | Glasgow Rangers     | 25.09.1996 | 16 | 02 |
| Mittelfeld       |                     |            |    |    |
| Connor Barron    | Glasgow Rangers     | 29.08.2002 | 01 | 0  |
| Lewis Ferguson   | FC Bologna          | 24.08.1999 | 16 | 0  |
| Billy Gilmour    | SSC Neapel          | 11.06.2001 | 40 | 02 |
| Andy Irving      | West Ham United     | 13.05.2000 | 01 | 0  |
| John McGinn      | Aston Villa         | 18.10.1994 | 77 | 20 |
| Lennon Miller    | FC Motherwell       | 25.08.2006 | 02 | 0  |
| Angriff          |                     |            |    |    |
| Ché Adams        | FC Turin            | 13.07.1996 | 39 | 09 |
| Kieron Bowie     | Hibernian Edinburgh | 21.09.2002 | 01 | 0  |
| Tommy Conway     | FC Middlesbrough    | 06.08.2002 | 06 | 0  |
| George Hirst     | Ipswich Town        | 15.02.1999 | 04 | 01 |
| James Wilson     | Heart of Midlothian | 06.03.2007 | 01 | 0  |

In den letzten 12 Monaten ebenfalls eingesetzte oder nominierte Spieler:
|                    |                     |            |    |    |                   |
| Tor                |                     |            |    |    |                   |
| Angus Gunn         | Nottingham Forest   | 26.06.1992 | 16 | 0  | 6. Juni 2025      |
| Robby McCrorie     | FC Kilmarnock       | 18.03.1998 | 0  | 0  | 6. Juni 2025      |
| Craig Gordon       | Heart of Midlothian | 31.12.1982 | 81 | 0  | 23. März 2025     |
| Liam Kelly         | Glasgow Rangers     | 23.01.1996 | 01 | 0  | 23. März 2025     |
| Jon McCracken      | FC Dundee           | 24.05.2000 | 0  | 0  | 15. Oktober 2024  |
| Zander Clark       | Heart of Midlothian | 26.06.1992 | 04 | 0  | 8. September 2024 |
| Abwehr             |                     |            |    |    |                   |
| Kieran Tierney     | Celtic Glasgow      | 05.06.1997 | 50 | 01 | 6. Juni 2025      |
| Ryan Porteous      | Los Angeles FC      | 25.03.1999 | 13 | 01 | 23. März 2025     |
| Nicky Devlin       | FC Aberdeen         | 17.10.1993 | 02 | 0  | 18. November 2024 |
| Greg Taylor        | PAOK Thessaloniki   | 05.11.1997 | 14 | 0  | 18. November 2024 |
| Liam Lindsay       | Preston North End   | 12.10.1995 | 0  | 0  | 15. Oktober 2024  |
| Jack MacKenzie     | Plymouth Argyle     | 07.04.2000 | 0  | 0  | 15. Oktober 2024  |
| Mittelfeld         |                     |            |    |    |                   |
| Scott McTominay    | SSC Neapel          | 08.12.1996 | 61 | 12 | 6. Juni 2025      |
| Ryan Christie      | AFC Bournemouth     | 22.02.1995 | 59 | 07 | 23. März 2025     |
| Kenny McLean       | Norwich City        | 08.01.1992 | 50 | 02 | 23. März 2025     |
| Stuart Armstrong   | Vancouver Whitecaps | 30.03.1992 | 53 | 05 | 18. November 2024 |
| Ben Doak           | FC Liverpool        | 11.11.2005 | 06 | 0  | 18. November 2024 |
| Ryan Gauld         | Vancouver Whitecaps | 16.12.1995 | 06 | 0  | 18. November 2024 |
| Lewis Morgan       | New York Red Bulls  | 30.09.1996 | 07 | 0  | 15. November 2024 |
| James Forrest      | Celtic Glasgow      | 07.07.1991 | 39 | 05 | 15. Oktober 2024  |
| Angriff            |                     |            |    |    |                   |
| Kevin Nisbet       | FC Millwall         | 08.03.1997 | 11 | 01 | 23. März 2025     |
| Lyndon Dykes       | Birmingham City     | 07.10.1995 | 42 | 09 | 18. November 2024 |
| Lawrence Shankland | Heart of Midlothian | 10.08.1995 | 16 | 03 | 18. November 2024 |

## Rekordspieler
| Spiele | Spieler          | Zeitraum  | Tore | WM-Spiele | EM-Spiele |
| ------ | ---------------- | --------- | ---- | --------- | --------- |
| 102    | Kenny Dalglish   | 1972–1987 | 30   | 8         | 0         |
| 091    | Jim Leighton     | 1983–1999 | 0    | 9         | 0         |
| 084    | Andrew Robertson | 2014–0000 | 03   | 0         | 6         |
| 081    | Craig Gordon     | 2004–0000 | 0    | 0         | 0         |
| 080    | Darren Fletcher  | 2003–2017 | 05   | 0         | 0         |
| 077    | John McGinn      | 2016–0000 | 20   | 0         | 6         |
| 077    | Alex McLeish     | 1980–1993 | 0    | 5         | 0         |
| 076    | Paul McStay      | 1983–1997 | 09   | 4         | 3         |
| 072    | Tommy Boyd       | 1990–2001 | 01   | 3         | 4         |
| 069    | Kenny Miller     | 2001–2013 | 18   | 0         | 0         |
| 069    | David Weir       | 1997–2010 | 01   | 2         | 0         |

## Rekordtorschützen
| Tore | Spiele | Quote | Spieler          | Zeitraum  | WM-Tore | EM-Tore |
| ---- | ------ | ----- | ---------------- | --------- | ------- | ------- |
| 30   | 055    | 0,55  | Denis Law        | 1958–1974 | 0       | 0       |
| 30   | 102    | 0,29  | Kenny Dalglish   | 1972–1987 | 2       | 0       |
| 23   | 020    | 1,15  | Hughie Gallacher | 1924–1935 | 0       | 0       |
| 22   | 038    | 0,58  | Lawrie Reilly    | 1949–1957 | 0       | 0       |
| 20   | 077    | 0,26  | John McGinn      | 2016–0000 | 0       | 0       |
| 19   | 061    | 0,31  | Ally McCoist     | 1986–1998 | 0       | 1       |
| 18   | 069    | 0,26  | Kenny Miller     | 2001–2013 | 0       | 0       |
| 15   | 011    | 1,36  | Robert Hamilton  | 1899–1911 | 0       | 0       |
| 14   | 038    | 0,37  | Mo Johnston      | 1984–1990 | 1       | 0       |
| 14   | 048    | 0,29  | James McFadden   | 2002–2010 | 0       | 0       |

Quellen: eu-football.info: Players for Scotland, rsssf.org: Scotland – Record International Players (Stand: 9. Juni 2025)

## Trainer
Von 1872 bis 1954 wurde die Mannschaft durch ein Auswahlkomitee der SFA zusammengestellt.
- Andy Beattie (1954–1958)
- Matt Busby (1958)
- Dawson Walker (1958–1959)
- Andy Beattie (1959–1960)
- Ian McColl (1960–1965)
- Jock Stein (1965–1966)
- John Prentice (1966)
- Malky MacDonald (1966–1967)
- Bobby Brown (1967–1971)
- Tommy Docherty (1971–1972)
- Willie Ormond (1972–1977)
- Ally McLeod (1977–1978)
- Jock Stein (1978–1985†)
- Alex Ferguson (1985–1986)
- Andy Roxburgh (1986–1993)
- Craig Brown (1993–2002)
- Berti Vogts (2002–2004)
- Walter Smith (2004–2007)
- Alex McLeish (2007)
- George Burley (2008–2009)
- Craig Levein (2009–2012)
- Gordon Strachan (2013–2017)
- Alex McLeish (2018–2019)
- Steve Clarke (2019–)

## Besonderes
Aufgrund der dunkelblauen Trikotfarbe, die leicht mit schwarz verwechselt werden kann, trugen bei Spielen der schottischen Mannschaft, in denen diese mit diesen Trikots auflief, die Schiedsrichter schon rote Trikots, bevor dies auch bei anderen Spielen der Fall war, so z. B. bei der Fußball-Weltmeisterschaft 1974 beim Spiel gegen Brasilien.

## Länderspielbilanzen
Schottland hat folgende Bilanzen gegen andere Nationalmannschaften (mindestens zehn Spiele; Stand: 9. Juni 2025).
| Land        | Sp. | S   | U  | N  | Torverhältnis | Tordifferenz | Wichtige Begegnungen                                                                         |
| ----------- | --- | --- | -- | -- | ------------- | ------------ | -------------------------------------------------------------------------------------------- |
| Belgien     | 020 | 04  | 03 | 13 | 21:41         | −20          | EM-Qualifikation 1972, 1980, 1984, 1988, 2020; WM-Qualifikation 2002, 2014                   |
| Brasilien   | 010 | 0   | 02 | 08 | 3:16          | −13          | WM-Vorrunde 1974, 1982, 1990, 1998                                                           |
| Dänemark    | 018 | 11  | 0  | 07 | 22:14         | +8           | EM-Qualifikation 1972, 1976, WM-Qualifikation 1974, 2022, WM-Vorrunde 1986                   |
| Deutschland | 018 | 04  | 05 | 09 | 24:31         | −7           | WM-Qualifikation 1970, WM-Vorrunde 1986, EM-Vorrunde 1992, 2024, EM-Qualifikation 2004, 2016 |
| England     | 116 | 41  | 26 | 49 | 175:206       | −31          | WM-Qualifikation 1950/1954, EM-Qualifikation 1968/2000, EM-Vorrunde 1996/2021                |
| Färöer      | 011 | 09  | 02 | 0  | 31:6          | +25          | WM-Qualifikation 2022, EM-Qualifikation 1996, 2000, 2004, 2008                               |
| Frankreich  | 017 | 08  | 0  | 09 | 16:27         | −8           | WM-Vorrunde 1958, WM-Qualifikation 1990, EM-Qualifikation 2008                               |
| Irland      | 055 | 43  | 06 | 06 | 185:47        | +138         | WM-Qualifikation 1950                                                                        |
| Irland      | 013 | 05  | 03 | 05 | 14:13         | +1           | WM-Qualifikation 1962, EM-Qualifikation 1988, 2016, UEFA Nations League 2022/23              |
| Israel      | 010 | 05  | 03 | 02 | 14:10         | +4           | WM-Qualifikation 1982, 2022, EM-Qualifikation 2020, UEFA Nations League 2018/19, 2020/21     |
| Italien     | 011 | 01  | 02 | 08 | 4:19          | −15          | WM-Qualifikation 1966, 1994, 2006, EM-Qualifikation 2008                                     |
| Litauen     | 010 | 06  | 03 | 01 | 14:4          | +10          | EM-Qualifikation 2000, 2004, 2008, 2012, WM-Qualifikation 2018                               |
| Niederlande | 020 | 05  | 05 | 10 | 15:32         | −17          | WM-Vorrunde 1978, EM-Vorrunde 1992, 1996, EM-Qualifikation 2004, WM-Qualifikation 2010       |
| Nordirland  | 041 | 20  | 11 | 10 | 73:35         | +38          | WM-Qualifikation 1982                                                                        |
| Norwegen    | 020 | 010 | 07 | 03 | 39:25         | +14          | EM-Qualifikation 1980, 2024, WM-Qualifikation 1990, 2006, 2010, WM-Vorrunde 1998             |
| Österreich  | 023 | 07  | 08 | 08 | 30:37         | −7           | WM-Vorrunde 1954, WM-Qualifikation 1970, 1998, 2022, EM-Qualifikation 1980                   |
| Polen       | 013 | 03  | 06 | 04 | 18:19         | −1           | WM-Qualifikation 1966, EM-Qualifikation 2016, UEFA Nations League 2024/25                    |
| Portugal    | 017 | 04  | 04 | 09 | 15:23         | −8           | EM-Qualifikation 1972, 1980, WM-Qualifikation 1982, 1994, UEFA Nations League 2024/25        |
| Schweden    | 012 | 05  | 01 | 06 | 14:19         | −5           | WM-Qualifikation 1982, 1998, WM-Vorrunde 1990,                                               |
| Schweiz     | 017 | 08  | 04 | 05 | 27:25         | +2           | WM-Qualifikation 1958, 1994, EM-Qualifikation 1976, 1984, 1992, EM-Vorrunde 1996, 2024       |
| Spanien     | 015 | 04  | 04 | 07 | 22:25         | −3           | WM-Qualifikation 1958, 1986, EM-Qualifikation 1976, 2012, 2024                               |
| Tschechien  | 010 | 04  | 01 | 05 | 11:15         | −4           | EM-Qualifikation 2000, 2012, UEFA Nations League 2020/21, EM-Vorrunde 2021                   |
| ČSSR        | 010 | 05  | 01 | 04 | 18:16         | +2           | WM-Qualifikation 1962, 1974, 1978                                                            |
| Ungarn      | 010 | 03  | 02 | 05 | 14:19         | −5           | EM-Vorrunde 2024                                                                             |
| Wales       | 107 | 61  | 23 | 23 | 243:124       | +119         | WM-Qualifikation 1950, 1954, 1978, EM-Qualifikation 1968                                     |

- grüner Hintergrund = Bilanz positiv (Anzahl der Siege höher als die der Niederlagen)
- gelber Hintergrund = Bilanz ausgeglichen
- roter Hintergrund = Bilanz negativ (Anzahl der Niederlagen höher als die der Siege)

Anmerkungen zur Tabelle:
1. ↑  Die SFA trennt in ihrer Statistik die Spiele gegen Deutschland (1930–1938 und ab 1991) und Westdeutschland (1954–1990).
2. 1 2  Die SFA unterscheidet in ihrer Statistik nicht zwischen Irland und Nordirland, alle Spiele werden unter Nordirland gelistet. In den FIFA-Statistiken wird ab dem 20. Oktober 1923, in den RSSSF-Statistiken ab dem 26. Februar 1921 zwischen Irland und Nordirland unterschieden.
3. ↑  Davon ein Spiel durch Elfmeterschießen gewonnen